# Ghostwriter
Ghostwriter er betegnelsen, oprindelig fra engelsk, for en person, der skriver bøger, taler eller artikler for andre endda uden at få sit navn nævnt.  Især tidligere har man på dansk også brugt ordet neger som slangudtryk for samme jobfunktion.
Der har været kritik af politikere, som har brugt ghostwritere til at skrive deres taler og debatindlæg i aviserne. Problemet er, at det er svært for vælgeren at vide, hvad politikerne står for.
Et eksempel er Anders Fogh Rasmussens nytårstale 2004, der blev sporet til Christopher Arzrouni, erhvervsjuridisk chef hos Dansk Industri.
En del selvbiografier skrives af ghostwritere. Som Stig Tøftings  selvbiografien  No regrets, hvis ghostwriter er Lars Steen Pedersen.
David Trads skrev med på Poul Nyrups selvbiografi, Vokseværk, mens Peder Christoffersen (Pedro) var medskribent på Nyrups første selvbiografi, Rødder.

## Andre som har brugt ghostwritere
- George Lucas
- Barack Obama
- John F. Kennedy
- Harry Houdini
- Hillary Clinton
- Robert Ludlum
- B.S. Christiansen
- Frederik 7.